# Utricularia cochleata
Utricularia cochleata — вид рослин із родини пухирникових (Lentibulariaceae).

## Етимологія
Від лат. cochleatus — щодо вигнутого віночка, що нагадує мушлю.

## Біоморфологічна характеристика
Невеликий тонкий літофіт. Ризоїди наочно відсутні чи їх небагато (3–5), ниткоподібні. Столони численні, капілярні, розгалужені. Листки численні на столонах, з довгими ніжками (1.0–1.5 см), а пластини від зворотно-яйцюватої до лінійної чи вузькоеліптичної форми. Пастки численні на столонах, рідше на ніжках листків, густо розгалужені (6–8). Суцвіття прямовисне, поодиноке, просте, 6–7.5 см завдовжки. Квіти 1–3. Нижня частка чашечки трохи менша ніж верхня частка; верхівка кругла. Віночок у довжину 3 мм, насичено-жовтий. Шпора довша за нижню губу. 

## Середовище проживання
Ендемік західно-центральної Бразилії (Гояс).
Відомий лише з типової місцевості. Росте на мохових скелях під постійними бризками водоспаду.